# Мексико (држава)
Држава Мексико (шп. Estado de México), држава је у централном Мексику. Географски, ова држава заузима већи део Долине Мексика. Држава Мексико окружује Федерални дистрикт Града Мексика. 
Ова држава има површину од 21.355 km², док у њој живи око 14 милиона становника. Главни град је Толука, а највеће од бројних предграђа Града Мексика је Незавалкојотл. 
На северу државе се налази једно од најзначајнијих археолошких налазишта древне Америке, Теотивакан.

## Становништво
| 1990.     | 1995.      | 2000.      | 2005.      | 2010.      |
| --------- | ---------- | ---------- | ---------- | ---------- |
| 9.815.795 | 11.707.964 | 13.096.686 | 14.007.495 | 15.175.862 |